# Israelische Atomwaffen

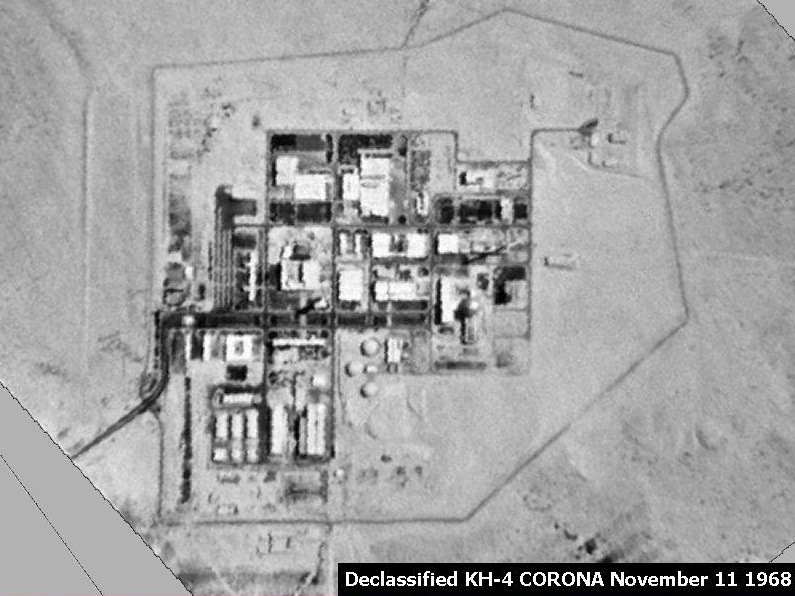
Kernforschungszentrum Negev, Dimona, November 1968

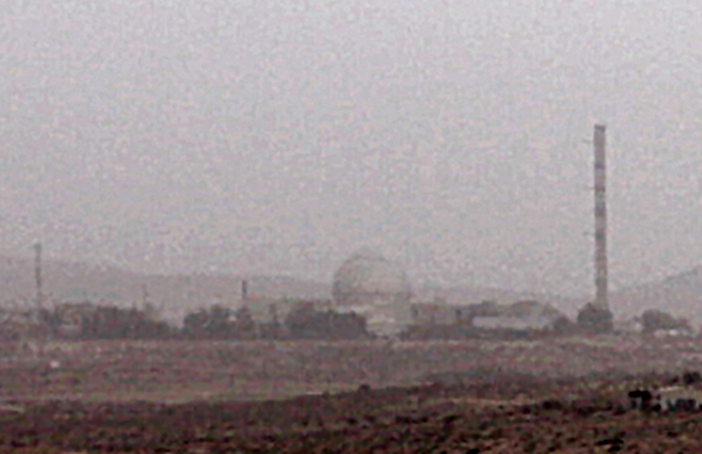
Kernforschungszentrum Negev, Dimona, Oktober 2010

Israelische Atomwaffen sind ein offiziell nicht eingeräumter, langjährig vermuteter und seit 1985 öffentlich bekannt gewordener Teil der militärischen Bewaffnung Israels. Israel ist wie Indien, Pakistan und Nordkorea nicht Vertragspartner des Atomwaffensperrvertrages, wird aber zu den faktischen Atommächten gezählt.

## Israelisches Atomwaffenprogramm
Nach Darstellung des palästinensisch-amerikanischen Politologen und Mitglieds des Palästinensischen Nationalrats Ibrahim Abu-Lughod gab es schon während des Palästinakriegs 1948 Gerüchte, Israel sei im Besitz einer Atombombe. Angeblich wurden diese Gerüchte von Israel selbst gestreut, um die benachbarten arabischen Staaten vom geplanten Angriff auf den jungen Staat abzuhalten.
Der Vorsitzende der Israelischen Atomenergie-Kommission, Ernst David Bergmann, empfahl 1952 den Bau von Atombomben.
In Zusammenarbeit mit den Vereinigten Staaten von Amerika im Rahmen des Programms Atoms for Peace unter Präsident Dwight D. Eisenhower wurde ab 1958 ein amerikanischer Leichtwasserreaktor im Kernforschungszentrum Sorek errichtet. Auf der Grundlage eines Geheimabkommens zwischen Schimon Peres und Guy Mollet 1957 unterstützte auch Frankreich den Bau eines Forschungsreaktors im Kernforschungszentrum Negev südöstlich von Dimona in der Negev-Wüste. Die nachrichtendienstliche Abschirmung und Unterstützung des Atomprogramms übernahm ein eigens dafür ins Leben gerufener Dienst, der Lakam.
Frankreich stellte 1962 die Lieferung von Uran an Israel ein. Im Jahr 1968 wurden in Antwerpen 200 Tonnen Yellowcake (uranhaltiges Verbindungsgemisch) mutmaßlich vom Mossad gekauft. Eigner des beladenen Schiffs, der Scheersberg A, war Dan Ert, ein Angehöriger des Mossad. Zuvor war das aus Zaire stammende Uran vom deutschen Unternehmen Asmara Chemie GmbH in Hettenhain nahe Wiesbaden von der belgischen Société Générale des Minerais gekauft worden. Der Vorfall wurde erst 1977 öffentlich. Bei der Apollo-Affäre um in den Vereinigten Staaten in den 1960er Jahren verschwundenes Uran werden israelische Verbindungen vermutet. Israel erwarb Uran in Argentinien und Südafrika. Großbritannien verkaufte 1958 20 Tonnen überschüssiges schweres Wasser an die israelische Atomenergiebehörde. Auch von Frankreich und den Vereinigten Staaten wurde schweres Wasser geliefert.
Im Jahr 1967 war nach Darstellung des Spiegels die erste israelische Atombombe fertiggestellt. Die deutsche Bundesregierung war laut den Akten des Auswärtigen Amts über das israelische Atomwaffenprogramm seit 1961 informiert; Helmut Schmidt sprach 1977 mit Mosche Dajan über das Thema. Nach den Aufzeichnungen des damaligen Verteidigungsministers Franz Josef Strauß sei der damalige Premier David Ben-Gurion mit ihm 1961 in Paris „auf die Produktion atomarer Waffen zu sprechen gekommen“. Die Bundesregierung gewährte Israel 1961 einen Millionenkredit über die Kreditanstalt für Wiederaufbau (KfW) für den Bau einer atomar betriebenen Meerwasser-Entsalzungsanlage in der Negev-Wüste. Die Mittelverwendung wurde nie geprüft und die Anlage nie gebaut. Das Darlehen sei laut Shimon Peres, der damals das israelische Bombenprojekt geleitet hatte, „teilweise erlassen“ worden. Die Mittel seien nicht in die Bombenentwicklung geflossen. Peres deckte einen Teil der Kosten mit Privatspenden; die Herkunft der Hauptmittel bleibt ungenannt.
Den 1970 in Kraft getretenen Atomwaffensperrvertrag hat Israel wie auch die Biowaffenkonvention und Ottawa-Konvention nicht unterzeichnet.
Die Chemiewaffenkonvention hat Israel zwar unterzeichnet, aber nicht ratifiziert. Damit ist sie völkerrechtlich für Israel nicht bindend.
Während des Jom-Kippur-Kriegs 1973 befahl die israelische Ministerpräsidentin Golda Meir, nachdem sie in der Nacht vom 8. auf den 9. Oktober von Mosche Dajan informiert worden war, dass eine militärische Niederlage gegenüber Syrien und Ägypten drohe, 13 Atombomben mit der Sprengkraft von je 20 Kilotonnen TNT für die Jericho-Raketen auf der Sdot Micha Raketenbasis und die F-4 auf der Tel Nof Airbase gefechtsbereit zu machen. Präsident Richard Nixon und sein Außenminister Henry Kissinger erfuhren von dieser Maßnahme am Morgen des 9. Oktober und ordneten die Operation Nickel Grass an, eine massive Unterstützung mit militärischem Material für Israel.

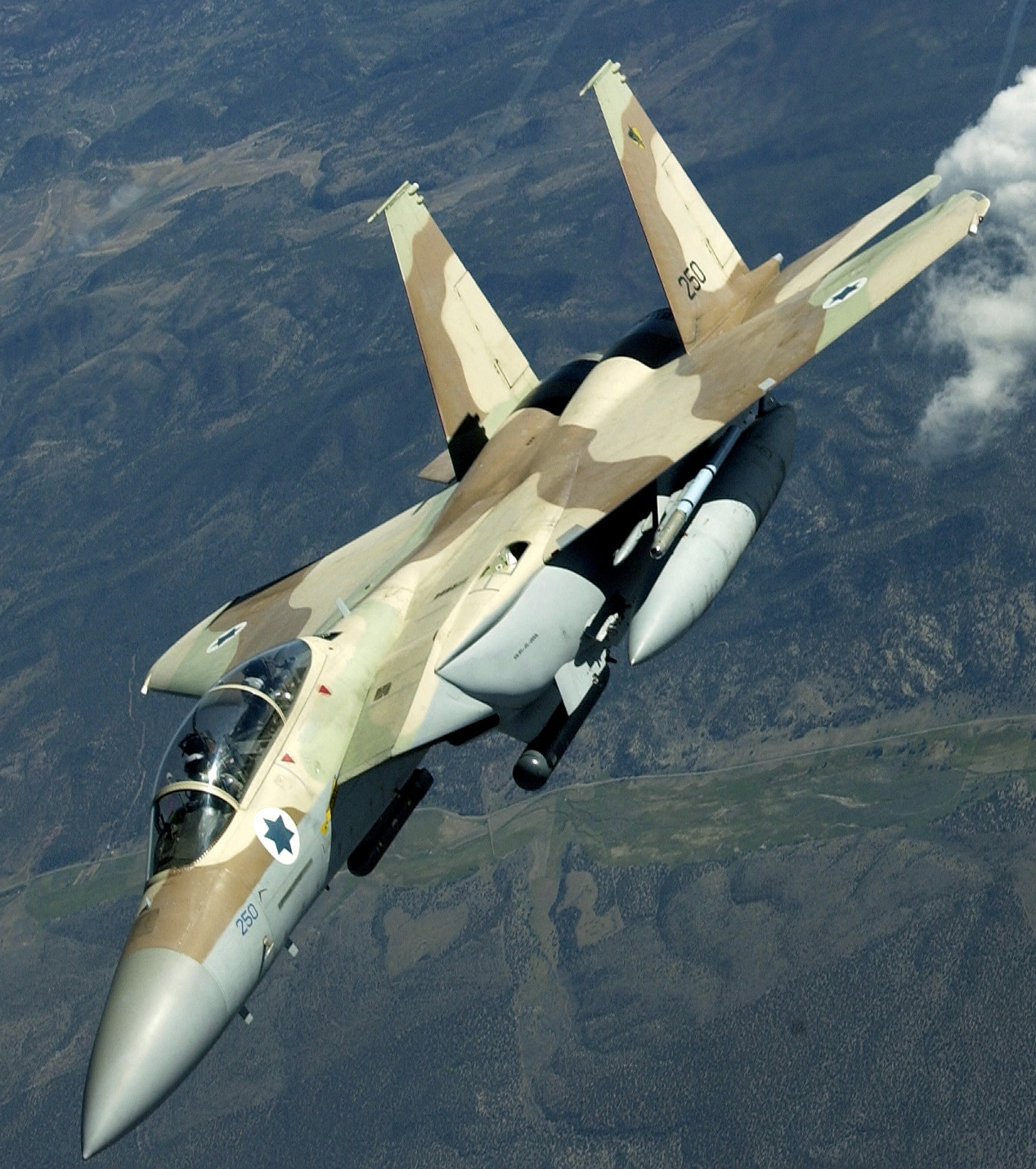
Israelische F-15I Ra’am, eine Variante der als Atomwaffenträger geeigneten McDonnell Douglas F-15E Strike Eagle

Im Jahr 1975 bot Schimon Peres als Verteidigungsminister Südafrika Raketensprengköpfe in drei Größen an. Der Journalist Sasha Polakow-Suransky vermutete 2010, dass es sich dabei um Nuklearsprengköpfe handele. Peres bestritt, dass Israel mit Südafrika über die Lieferung von Nuklearwaffen verhandelt habe, und warf Polakow-Suransky selektive Interpretation der Dokumente vor. Südafrika belieferte Israel laut Darstellung von Polakow-Suransky mit insgesamt 500 kg Uran.
Der Vela-Zwischenfall vor der Küste Südafrikas am 22. September 1979 wurde von einigen Wissenschaftlern als südafrikanisch-israelischer Atomwaffentest gewertet, von anderen bestritten. Erst im Jahre 1993 räumte Frederik Willem de Klerk, der Präsident Südafrikas, vor seinem Parlament ein, dass Südafrika Atomwaffen gebaut habe.
Bereits 1982 berichtete der Spiegel von Vermutungen, dass Israel auch an der Neutronenbombe baue.
1985 machte der israelische Nukleartechniker Mordechai Vanunu öffentlich, dass Israel Nuklearwaffen besitze. Photographien von israelischen Atomsprengköpfen wurden in der Londoner Sunday Times veröffentlicht. Um sicherzugehen, ließ die Zeitung das Material vorher durch die Experten Frank Barnaby und Theodore B. Taylor prüfen. Vanunu gehörte zu den 150 Personen, die zum Komplex Machon 2 (von insgesamt zehn mit mehreren tausend Beschäftigten) Zutritt hatten. Hier wird in den sechs unterirdischen Etagen Plutonium getrennt und als Bombenkomponenten auch Tritium und Lithium (Isotop 6Li) (für eine höhere Energieausbeute bei thermonuklearen Waffen verwendbar) hergestellt. Vanunu wurde 1986 noch vor der Presseveröffentlichung von der israelischen Agentin Cheryl Ben Tov von London nach Rom gelockt, dort verschleppt und wegen Landesverrats zu 18 Jahren Haft verurteilt. Vanunu erklärte nach seiner Freilassung erneut, Israel baue auch Wasserstoffbomben und Neutronenbomben. Er wurde 2007 wieder für kurze Zeit inhaftiert.
Der israelische Ministerpräsident Ehud Olmert deutete bei seinem Besuch in Deutschland in einem Interview am 11. Dezember 2006 bei N24 Israel als Atommacht an: „Iran hat offen, öffentlich und ausdrücklich damit gedroht, Israel von der Landkarte ausradieren zu wollen. Kann man sagen, dies ist das gleiche Niveau, wenn man nach Atomwaffen strebt, wie Amerika, Frankreich, Israel, Russland?“ Gernot Erler (SPD), Staatsminister im Auswärtigen Amt, kommentierte hierzu, es sei in der Welt lange bekannt, dass Israel Atomwaffen habe.
Die Schätzungen über die Anzahl der Nuklearsprengköpfe beruhen in der Regel auf Berechnungen, wie viel waffenfähiges Material die Reaktoren in Israel jährlich produzieren können. Israelische Wissenschaftler nannten 1982 die Zahl von 250 Sprengköpfen. Die Federation of American Scientists vermutete 2007, dass Israel über 100 bis 250 Atomsprengköpfe für Mittelstreckenraketen verfüge. Oberstleutnant Warner D. Farr von der Air University der US-Luftwaffe schätzte die Zahl der Atomsprengköpfe für das Jahr 1997 auf über 400. Das International Institute for Strategic Studies vermutete 2009 hingegen eine Zahl von bis zu 200 Sprengköpfen.
Die 1973 in Dienst gestellte Jericho-Rakete ist für konventionelle, chemische oder nukleare Sprengköpfe geeignet. Die Jericho 2, entwickelt auf Basis der Shavit, besitzt eine Reichweite von etwa 5000 km bei etwa 1000 kg Nutzlast. Raketen des Typs Jericho 3 mit 5000 bis 7500 km Reichweite könnten nach Auffassung des russischen PIR-Centers ab 2010 einsatzbereit sein.

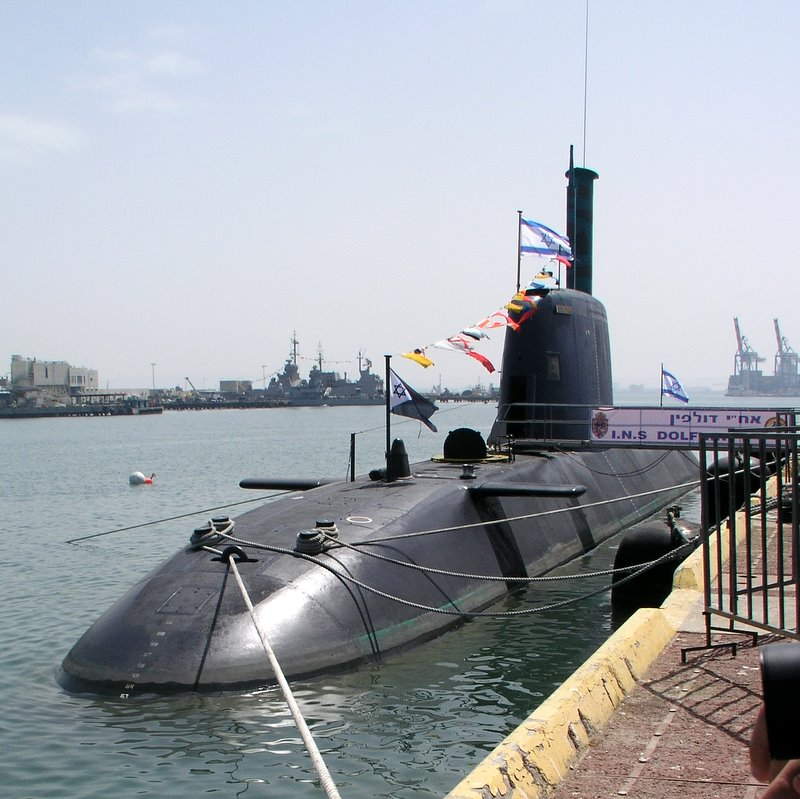
INS Dolphin

Die Ausstattung von U-Booten der Dolphin-Klasse mit nuklear bestückbaren Marschflugkörpern für einen nuklearen Zweitschlag wird seit längerem vermutet. Die U-Boote wurden von HDW für die Israelische Marine gebaut und von Deutschland teilfinanziert. Die ersten drei Boote mit diesel-elektrischem Antrieb wurden von 1999 bis 2000 in Dienst gestellt. Drei weitere Boote mit zusätzlichem Brennstoffzellenantrieb folgten ab 2014, und ab 2027 sind noch einmal drei U-Boote der neuesten Generation geplant, die alle in der Marinebasis Haifa stationiert sind bzw. sein werden. Israel beabsichtigt nach seiner Aussage nicht, U-Boote in der Marinebasis Eilat am Roten Meer zu stationieren. Der israelische Marschflugkörper Popeye Turbo erlaubt einen Abschuss von den U-Booten der Dolphin-Klasse aus; erste Tests fanden im Mai 2000 statt. Der deutsche Ex-Verteidigungsstaatssekretär Lothar Rühl und der ehemalige Leiter des Planungsstabes der Hardthöhe, Hans Rühle, erklärten 2012, sie seien schon immer davon ausgegangen, dass Israel auf den U-Booten Nuklearwaffen stationieren werde. Rühl habe auch mit Militärs in Tel Aviv darüber gesprochen. Die Bundesregierung erklärte hingegen, sie beteilige sich nicht an Spekulationen über die Bewaffnung der U-Boote.
Rose Gottemoeller, Under Secretary of State for Arms Control and International Security Affairs, erklärte im Mai 2009, dass die USA auch von Israel erwarteten, dass es das Abkommen unterzeichne, das die Verbreitung von Atomwaffen verhindern soll. Die Internationale Atomenergie-Organisation forderte Israel im September 2009 auf, den Sperrvertrag zu unterzeichnen und den Inspekteuren den Zutritt zu seinen Atomanlagen zu gewähren. Israel lehnt die Umsetzung der Resolution jedoch ab.
Am 29. und 30. September 2009 fanden zwischen Israel und Iran in Kairo Gespräche über eine atomwaffenfreie Zone statt. Veranstalter war die Internationale Kommission zur Nuklearen Nichtverbreitung und Abrüstung. Zu den Vertretern zählten Meirav Zafari-Odiz, zuständig für Rüstungskontrolle bei der israelischen Atombehörde, und Ali Ashgar Soltanieh, iranischer Botschafter bei der Internationalen Atomenergiebehörde.
Im Dezember 2013 bestätigte Avraham Burg, früherer Parlamentspräsident und ehemaliges Mitglied des Außen- und verteidigungspolitischen Ausschusses der Knesset, dass Israel Atom- und Chemiewaffen besitze. Die Politik, diesen Sachverhalt nicht offiziell einzugestehen, sei „überholt und kindisch“. Nur ein „regionaler Dialog auch mit dem Iran“ helfe, das Ziel eines atomwaffenfreien Nahmittelostens zu erreichen.
Israel verfügte laut Colin Powell 2015 über 200 und laut Jimmy Carter 2012 über 300 Atomwaffen.
2021 wird der Bestand der Sprengköpfe von der Federation of American Scientists auf insgesamt 90 beziffert. Laut dem Stockholm International Peace Research Institute (SIPRI) waren 2019 etwa 30 Freifallbomben, die von Kampfjets abgeworfen werden können und ungefähr 50 Sprengköpfe, die ballistisch vom Boden abgefeuert werden können, im Bestand.
Als Trägerrakete kann die Jericho-3-Rakete (Luz YA-4) verwendet werden, die GPS-gesteuert eine Reichweite zwischen 4800 und 6500 Kilometer erreicht. Die Jericho-3 soll mit 15,5 Metern etwa einen Meter länger als die Jericho 2 sein und Gefechtsköpfe mit einem Gewicht von 1300 Kilogramm (statt zuvor 1000 Kilogramm) tragen können. Die israelischen Streitkräfte bekamen die ersten Jericho-1-Raketen 1973 ausgeliefert, mittlerweile sind diese außer Dienst gestellt. Anfang der 1990er Jahre folgten die Jericho-2-Raketen, die mit 1500 statt zuvor 500 Kilometern eine höhere Reichweite hatten.

## Doktrin der nuklearen Zweideutigkeit
Der Urheber der Doktrin der nuklearen Zweideutigkeit war Schimon Peres (2007 bis 2014 Staatspräsident). Demnach bestätigte Israel nicht, dass es über Atomwaffen verfügte, obwohl angenommen wurde, dass es Dutzende Sprengköpfe und Bomben aller Art in Flugzeugen, Raketen und U-Booten montiert hatte.
Zu Beginn des Krieges 2023 forderten der Kulturminister Amihai Eliyahu und die Parlamentsabgeordnete Tally Gotliv (Likud) der Regierungskoalition öffentlich die Regierung auf, den Einsatz von Atombomben in Gaza in Betracht zu ziehen. Sie untergruben damit Israels Doktrin der nuklearen Zweideutigkeit. 2024 verringerte sich die Kluft in der internationalen Haltung gegenüber Israel und Iran, und Israels Ansehen verschlechterte sich bis an den Rand eines „Paria-Staates“. Verschiedene Länder forderten, den Kernreaktor im Negev Nuclear Research Center durch internationale Inspektoren zu überwachen und Israel grundsätzlich zum Abbau von Atomwaffen zu bewegen. In Washington, im Herzen des sicherheitspolitischen Establishments der USA, kamen Diskussionen auf, ob die geheime Anordnung, die es US-Beamten verbot, auch nur anzuerkennen, dass Israel über Atomwaffen verfügt, angesichts der zunehmenden Risiken der Proliferation von Atomwaffen – und, schlimmer noch, des Einsatzes – die Fortsetzung einer solchen Selbstzensur gegenüber Israels Atomwaffenarsenal nicht nur bizarr ist, sondern auch schädlich sei.
In einem Artikel der Washington Post berichteten Experten gegen die Proliferation von Atomwaffen William Barr, Historiker und leitender Analyst im US-Nationalarchiv; Henry Sokolski, geschäftsführender Direktor des Nonproliferation Policy Education Center und ehemaliger hochrangiger Pentagon-Beamter und Berater der CIA in diesen Angelegenheiten; und Richard Lawless, ein ehemaliger hochrangiger Beamter der Einsatzdirektion der CIA, dass US-Regierungen die israelische Atompolitik jahrzehntelang nicht nur passiv geschützt, sondern auch aktiv unterstützt haben.

## Entwicklungen in anderen Ländern der Region
Ägypten versuchte vor und nach dem Sechstagekrieg 1967, von der Sowjetunion Nuklearwaffen zu erhalten. Die Entwicklung eigener Raketen wurde mit Hilfe von deutschen Experten vorangetrieben, diese konnten jedoch vom „Champagnerspion“ Wolfgang Lotz Anfang der 1960er Jahre zur Aufgabe ihrer Mitarbeit bewogen werden. Nachdem auch klar war, dass die Sowjetunion keine Atomwaffen an die Regierung von Gamal Abdel Nasser liefern werde, setzte Ägypten auf die Entwicklung eigener Nuklearwaffen. Nach Unterzeichnung des Atomwaffensperrvertrages gab Ägypten zwar sein Atomwaffenprogramm auf, doch schlossen Beobachter aufgrund der 2006 angekündigten Neu- bzw. Wiederaufnahme des Atomprogramms einen Zusammenhang mit dem Aufbau einer Abschreckungsdimension gegen Iran nicht aus.
Um die Entwicklung irakischer Atomwaffen zu verhindern, zerstörte Israel mit einem Luftangriff am 7. Juni 1981 den Reaktor Osirak. Der Angriff wurde vom UN-Sicherheitsrat als „danger to international peace and security“ in der Resolution 487 verurteilt.
Anfang 1984 billigte Indiens Ministerpräsidentin Indira Gandhi den Plan, dass die israelische Luftwaffe in Absprache mit Indien das pakistanische Forschungszentrum Kahuta zerstöre. Die CIA informierte daraufhin den pakistanischen Präsidenten Mohammed Zia-ul-Haq und übte Druck auf Israel aus, diese Aktion zu unterlassen.
Am 6. September 2007 zerstörte Israel bei einem Luftangriff den syrischen Reaktor Al-Kibar, um ein syrisches Atomprogramm zu verhindern. Am 14. Juli 2011 befasste sich der UN-Sicherheitsrat mit dem Thema und forderte Syrien zur Kooperation mit der IAEA (= IAEO) auf.
Die heute als einer der Hauptgegner Israels angesehene Islamische Republik Iran trat zwar schon im Vorfeld 1968 dem Atomwaffensperrvertrag bei, doch hatte der Schah gegenüber Israel ein Interesse an der Entwicklung eigener Atomwaffen bekundet. Im Rahmen des aktuellen iranischen Atomprogramms betreibt Iran verschiedene Kernkraftwerke und Produktionsanlagen, darunter die Anreicherungsanlagen Fordo und Natanz. Die Internationale Atomenergie-Organisation (IAEO) berichtete im November 2011, sie erhalte von Iran nicht die notwendige Kooperation und Einsicht für eine Kontrolle, und äußerte ernste Bedenken über mögliche militärische Dimensionen des Atomprogramms. Im Februar 2012 berichtete die New York Times, die US-Geheimdienste sähen keine stichhaltigen Beweise dafür, dass Iran Atomwaffen baue oder bauen wolle.
Im Januar 2007 berichtete die Sunday Times, dass die israelischen Luftstreitkräfte eine Zerstörung der unterirdischen Atomanlagen Irans mit taktischen Atombomben übe. Die israelische Regierung dementierte. US-Vizepräsident Joe Biden signalisierte im Juli 2009, Israel habe das Recht, iranische Atomanlagen zu bombardieren.
Israel wird verdächtigt, das Virus Stuxnet entwickelt und 2010 eingesetzt zu haben, um Anreicherungsanlagen in Iran zu beschädigen. Zum israelischen Cyberwar-Programm zählt die Unit 8200. Ferner wird der israelische Geheimdienst verdächtigt, hinter einer Mordserie an Wissenschaftlern in Iran zu stehen, darunter an Massud Ali-Mohammadi 2010, Dariusch Rezaie 2011 und Mostafa Ahmadi Roschan 2012. Demgegenüber vermutet der Journalist David E. Sanger, dass der Cyberangriff mit Stuxnet durch US-Präsident Barack Obama angeordnet worden sei. Sangers Buch stützt sich auf Interviews mit Beteiligten und wurde am 1. Juni 2012 als Vorabauszug in der New York Times veröffentlicht.

## Rezeption
Das US-amerikanische Office of Technology Assessment, das bis 1995 den US-Kongress wissenschaftlich beriet, urteilte 1993, dass israelische Massenvernichtungswaffen zwar nicht die Vereinigten Staaten bedrohten, aber die politischen Bemühungen für eine Nichtverbreitung erschwerten: „Even if Israeli weapons of mass destruction are not themselves deemed to threaten the United States or U.S. interests, however, their implicit acceptance complicates nonproliferation policy.“
Michael A. Lange, Konrad-Adenauer-Stiftung, schrieb 2006: „Sicher erscheint, dass ein Ungleichgewicht in der Region, was die nuklearen Potentiale angeht, von keiner beteiligten Partei längerfristig hingenommen werden wird, sondern dass man bestrebt sein wird, Stabilität wenn nicht durch Unterbindung, dann eben durch die Herbeiführung eines gleichwertigen, gegenseitigen Bedrohung- bzw. Vernichtungspotential zu erlangen.“
Mit seinem Text Was gesagt werden muss löste der deutsche Schriftsteller Günter Grass im Jahr 2012 eine Debatte aus. Er hatte dazu aufgefordert, sich dafür einzusetzen, „daß eine unbehinderte und permanente Kontrolle des israelischen atomaren Potentials und der iranischen Atomanlagen durch eine internationale Instanz von den Regierungen beider Länder zugelassen“ würde. Die Debatte drehte sich um die Gleichsetzung Israels mit Iran sowie weitere Elemente des Textes.